# Haarlemmerstraat 83 (Amsterdam)
Haarlemmerstraat 83, Amsterdam is een gebouw aan de Haarlemmerstraat te Amsterdam-Centrum. In november 2004 kreeg het de beschermde status van gemeentelijk monument (nr. 204019).
De Haarlemmerstraat is een eeuwenoude straat net ten noorden van de grachtengordel. De originele gebouwen zijn in de loop der eeuwen grotendeels vervangen door nieuwbouw, dan wel nieuwbouw op nieuwbouw.

## Nieuwbouw
In april 1906 werd onderhands aanbesteed de bouw van een elektrische drukkerij met bovenwoningen. De architect Jos Hegener had die aanbesteding zelf uitgeschreven. De drukkerij was in handen van de familie Steijn. Hegener ontwierp een woon/winkelpand in de art nouveaustijl. Het ranke gebouw kreeg vier bouwlagen waarop nog een zolderetage. Het grotendeels symmetrische gebouw kreeg met zijn gevel met de combinatie geelkleurig baksteen en grijs natuursteen een opvallende kleurstelling.

## Beschrijving
Van oorsprong was de begane grond ook symmetrisch; er was tussen de toegangsdeuren (woningen en winkel) een ruimte etalage geïnstalleerd met vloeiende kalven in tong- en boogvorm. Deze constructie is in de loop der jaren verloren gegaan. Wel bewaard bleven op de begane grond de natuurstenen muurwanden; in het graniet zijn aan de bovenzijde bloemmotieven te zien. De weelderigste etage is de eerste verdieping. Deze wordt van de begane grond gescheiden door een metalen puibalk, waarop of waaraan een siersmeedijzeren balustrade van het balkon is bevestigd. De raam- en deurpartij tot bovenlichtniveau is gevat in geel baksteen; daarboven en –omheen is een sierlijke en vloeiende natuurstenen boogconstructie geplaatst, die zowel aan de boven- en onderzijde afsluit met voluten. Die eerste verdieping is recht uitgevoerd. Daarboven bevindt zich de tweede verdieping, waarbij de raampartij in het midden enigszins naar voren is geplaatst. De raampartijen zijn geplaatst in natuurstenen pilaren. Die pilaren leiden naar een sierlijke natuurstenen lijst, de scheidslijn tussen tweede en derde verdieping. De glaspartij op de derde etage is weer grotendeels gezet in geel baksteen, maar wordt weer afgesloten door een natuurstenen boogconstructie. In die constructie zijn ruimten uitgespaard voor de ontlastingsbogen, die weer van geel baksteen zijn. De penanten van die derde verdieping zijn weer bewerkt. Die genoemde boogconstructie fungeert tevens als daklijst, die een enigszins afgeplatte klokgevel heeft met raampartij van de zolder met bijbehorende hijshaak.

## Bestemming
Na de drukkerij kwam hier onder meer "Baco Mantels" met atelier (jaren zestig), "Café Luqui" met salsamuziek, die in 1985 een gaper van Heineken mocht plaatsen. De sierlijke etalage was toen al gesneuveld. In 1992 was er "coffeeshop Key West" gevestigd. In 2022 is er een steakhouse gevestigd met markies en reclame-uitingen.